# Sirenomelia
La sirenomelia, conosciuta anche con il nome di sindrome della sirena, è una malformazione congenita con la quale gli arti inferiori sono fusi insieme, assumendo le sembianze della coda di una sirena.

## Descrizione

Classificazione sirenomelia dalla presenza o assenza di ossa all'interno dell'arto inferiore.
I) tutte le ossa della coscia e parte inferiore della gamba presenti
II) perone fuso
III) perone assente
IV) femore parzialmente fuso, perone fuso
V) femore parzialmente fuso
VI) femore fuso, tibia fuso
VII) femore fuso, tibia assente

Questa situazione si verifica approssimativamente in una nascita ogni 100 000 (con una rarità simile a quella dei gemelli siamesi) e solitamente porta alla morte dopo uno o due giorni dalla nascita, a causa delle complicazioni dovute ai reni anomali ed al mancato sviluppo o al malfunzionamento della vescica urinaria. Più della metà dei casi di sirenomelia si conclude con la nascita di un bambino morto; inoltre questa deformità è 100 volte più frequente tra i gemelli monozigoti, rispetto a nascite singole o di gemelli bizigoti.

## Eziologia
Le cause di questa rara malformazione non sono ancora certe, ma è stato ipotizzato che i motivi siano da ricercarsi nell'alterazione della vascolarizzazione della parte inferiore del corpo nelle prime fasi della formazione dell'embrione. Il diabete materno è stata associato con la regressione caudale e la sirenomelia, sebbene tale associazione sia controversa.
La sindrome di VATER è stata ritenuta una forma meno grave di sirenomelia. La sirenomelia stessa era precedentemente ritenuta un caso estremo di regressione caudale; tuttavia, è stato riclassificato e viene considerato come una situazione separata.

## Casi di rilievo documentati
Sono pochi i casi documentati di persone affette da sirenomelia sopravvissute alla nascita, senza che si presentassero le ricorrenti complicazioni dei reni e della vescica, tra le quali c'è Milagros Cerròn (morta all'età di 15 anni), e sono sopravvissute fino ad un certo punto Tiffany Yorks (morta nel febbraio del 2016 all'età di quasi 28 anni) e Shiloh Pepin (morta nell'ottobre del 2009 all'età di dieci anni).